# Vedinhs e Garraus
Vedins e Garraus (francès Bezins-Garraux) és un municipi del departament francès de l'Alta Garona, a la regió d'Occitània.